# Marmosa elegant
La marmosa elegant (Thylamys elegans) és una espècie d'opòssum de la família dels didèlfids. Viu a l'Argentina, Bolívia, Xile i el Perú, a altituds d'entre 0 i 2.500 metres per sobre el nivell del mar.